# Alexandre (agente nos assuntos)
Alexandre (em latim: Alexander) foi um oficial romano do século IV, ativo durante o reinado do imperador Valentiniano I (r. 364–375).

## Vida
Era retor e advogado e ocupou o ofício de agente nos assuntos (estratiota) entre 364-365. Ele recebeu a epístola 772 (datada de 362) de Libânio e foi citado em várias outras: 52, 91 (de 359), 1193-1199, 1211 (de 364), 1505-1507, 1521-1522, 1536 e 1540 (de 365).